# Prazepam
Prazepam ist ein Arzneistoff aus der Gruppe der Benzodiazepine mit beruhigenden, angstdämpfenden, schlaffördernden, sowie zentral muskelrelaxierenden und antikonvulsiven Wirkungen.
Es gehört zu den langwirksamen Benzodiazepinen.

## Pharmakodynamik
Prazepam wirkt wie alle Vertreter aus der Gruppe der Benzodiazepine am GABAA-Rezeptor durch Erhöhung der Affinität des inhibitorisch wirkenden Neurotransmitters GABA und schließlich durch Erhöhung des Einstroms von Chloridionen, was durch Hyperpolarisation und Kurzschluss von EPSPs zu einer geringeren Erregbarkeit der Neuronenmembran führt. Insbesondere die muskelrelaxierende Wirkung von GABA wird verstärkt. Die Hemmungskonstante für Prazepam liegt bei 110 nM−1, für Nordazepam bei 10 nM−1.

## Pharmakokinetik
Nach Einnahme von Prazepam wird es durch das Cytochrom P450 CYP3A4 zuerst zu Nordazepam (Hauptmetabolit), danach zu Oxazepam metabolisiert. Prazepam ist daher ein Prodrug. Nach Glucuronidierung erfolgt die Ausscheidung über die Niere. Die maximale Plasmakonzentration wird nach 0,5 bis 4 Stunden erreicht, für den Metaboliten Nordazepam nach zwei bis acht Stunden. Die mittlere Plasmahalbwertszeit  beträgt für Prazepam etwa 1,3 Stunden und für den Hauptmetaboliten Nordazepam im Mittel 50 bis 80 Stunden, wobei starke individuelle Schwankungen möglich sind.

## Indikation
Prazepam ist angezeigt zur symptomatischen Behandlung von akuten und chronischen Spannungs-, Erregungs- und Angstzuständen. Prazepam sollte nur als Schlafmittel verwendet werden, wenn eine Benzodiazepinwirkung am Folgetag erwünscht ist.

## Nebenwirkungen
Prazepam hat wie alle anderen Medikamente aus der Gruppe der Benzodiazepine Nebenwirkungen wie ZNS-Dämpfung (Dämpfung des Sympathikus), Ataxie (Kleinhirn gestört), Sehstörungen (Störungen der Sehkraft), Amnesien, Kopfschmerzen und motorische Verlangsamungen, Lethargie. Bei Langzeiteinnahme in hohen Dosen kommt es zu typischen neurologischen Mustern wie Abweichungen der Koordinationskorrektur von Bewegungen. Diese weisen auf eine Störung des Rückkopplungskreises zwischen Kleinhirn und Nucleus ruber hin (klare Hinweise in der Neurologie sind hierfür Finger-Nase-Versuch mit Abweichung). Wie bei allen Benzodiazepinen kann durch Einnahme von Prazepam eine Benzodiazepin-Abhängigkeit entstehen.

## Gegenanzeigen und Anwendungsbeschränkungen
Prazepam darf bei Kindern und Jugendlichen unter 18 Jahren, Alkohol- oder Drogenabhängigen nicht angewendet werden. Prazepam soll bei Älteren oder Patienten mit komorbiden psychischen Erkrankungen nur mit Vorsicht angewendet werden. In der Schwangerschaft wird die Anwendung nicht empfohlen und sollte nur in Ausnahmefällen bei zwingender Indikation zum Einsatz kommen.

## Wechselwirkungen
Prazepam interagiert mit einigen Arzneistoffen, vor allem Cytochrom P450 3A4-Hemmern wie z. B. Ritonavir, Indinavir, Nelfinavir,
Saquinavir, Paroxetin, Fluoxetin, Fluvoxamin, Cobicistat oder Valproinsäure. Zusammen mit Muskelrelaxantien verstärken sich im ZNS die inhibierenden Neuronen. Dies führt zu einer Verminderung des Muskeltonus, wodurch erhöhte Sturzgefahr besteht. Dies ist speziell bei älteren Patienten zu bedenken. Opioide oder Hypertensiva (z. B. Morphin, Piritramid oder auch Clonidin) führen zusammen mit Prazepam zur Verminderung des respiratorischen Atemantriebs, was in hohen Dosen oder auch bei vorbelasteten Personen schließlich zur Ateminsuffizienz führen kann. Weitere Medikamente mit gefährlichen Interaktionen sind Trazodon, Risperidon und Levomepromazin.
Vorsichtshalber sollte die gleichzeitige Anwendung von Prazepam mit antiretroviralen Therapien vermieden werden, da Wechselwirkungen einiger Benzodiazepine mit HIV-Proteaseinhibitoren (z. B. Ritonavir, Saquinavir) beobachtet wurden.

## Toxizität
In Tierversuchen zeigt Prazepam bei Embryonen ein verzögertes Wachstum und Schäden in der Entwicklung.

## Handelsnamen
Handelsnamen für Prazepam sind Demetrin (CH, D, MZ, PT, SA), Centrac, Centrax, Lysanxia, Mono Demetrin, Pozapam, Prasepine, Prazene, Reapam and Trepidan (USA), Lysanxia (B, F), Centrac (GR, IR), Prazene (IT), Trepidan (IT), Reapam (NL), Pozapam (TH), Prasepine (TH).